# Irma Vep
Irma Vep, és una pel·lícula dirigida per Olivier Assayas i estrenada l'any 1996, que només s'ha projectat en VOSE. Sàtira sobre l'art, l'intel·lectualisme; és el cine dintre del cine. Guanyadora del Premi al Millor Director al Festival de Rotterdam 1997. Per alguns crítics l'han considerada a l'altura de films com “La nit americana”.

## Argument
Rene Vidal és un director de cinema en decadència que pretén fer una nova versió de la sèrie clàssica muda de Louis Feuillade, “Les Vampires”. Amb el convenciment que cap actriu francesa pot fer el paper d'Irma Vep (de la combinació de “vampire”, vampiressa") la protagonista serà una famosa actriu hongkongnesa de pel·lícules d'acció, Maggie Cheung, qui s'interpreta a ella mateixa. Arriba a París amb jetlag, sense saber francès, confusa: inicialment despreocupada, s'esforça per comprendre què volen d'ella, Només Vidal sembla saber-ho.

## Repartiment
- Maggie Cheung
- Jean-Pierre Leaud
- Nathalie Richard
- Antoine Basler
- Nathalie Boutefeu
- Dominique Faysse